# Volvariella argentina
Volvariella argentina är en svampart som beskrevs av Speg. 1898. Volvariella argentina ingår i släktet Volvariella och familjen Pluteaceae.   Inga underarter finns listade i Catalogue of Life.